# Мельник Валерій Ігорович
Вале́рій І́горович Ме́льник (25 серпня 1984 — 29 серпня 2014) — старший солдат Збройних сил України, учасник російсько-української війни.

## Короткий життєпис
Народився 1984 року в місті Дніпропетровськ. 2001 року закінчив школу в селі Дашківка.
В часі війни — кухар, 40-й батальйон територіальної оборони «Кривбас».
Загинув при виході колони з Іловайська «гуманітарним коридором», який був обстріляний російськими військами між селом Новокатеринівка та хутором Горбатенко. 3 вересня 2014-го тіло Валерія Мельника разом з тілами 96 інших загиблих у Іловайському котлі привезено до дніпропетровського моргу.
Похований в селі Шевченки, Кобеляцький район.
Без Валерія лишилась мама.

## Нагороди та вшанування
За особисту мужність і героїзм, виявлені у захисті державного суверенітету та територіальної цілісності України, вірність військовій присязі під час російсько-української війни, відзначений — нагороджений
- 15 травня 2015 року — орденом «За мужність» III ступеня (посмертно)[2]
- Його портрет розміщений на меморіалі «Стіна пам'яті полеглих за Україну» у Києві: секція 3, ряд 2, місце 27
- Вшановується 29 серпня на щоденному ранковому церемоніалі вшанування українських захисників, які загинули цього дня у різні роки внаслідок російської збройної агресії[3]
- Іловайський Хрест (посмертно)
- 6 грудня 2021 року в Дашківській загальноосвітній школі відкрито меморіальну дошку його честі